# Hipp's
Hipp's est un groupe de J-pop féminin créé en 2000, composé de quatre idoles japonaises: les deux ex-membres du groupe D&D, Aya et Chika, et deux ex-membres du groupe MISSION. Deux d'entre elles sont remplacées en 2001, et le groupe enregistre un single chez avex, avant de se séparer en 2002. L'une des membres, Aki Maeda, rejoint alors le populaire groupe MAX en remplacement de la chanteuse Mina.

## Membres
2000
- Aya : Aya Uehara (上原あや?, née le 6 mai 1982)
- Chika : Chikano Higa (比嘉千賀乃?, née le 15 novembre 1980)
- Miyuki Arita (ja:折田みゆき?, née le 18 septembre 1982)
- Yayoi Oki (沖弥生?, née le 6 février 1981)

2001
- Chika
- Miyuki Arita
- Airi Ishikawa (ja:石川愛理?, née le 31 octobre 1984)
- Aki Maeda (前田亜紀?, née le 22 octobre 1980)

## Discographie
Single
- 2001.8.22 : Go!Go!Girl! / SWEET LOVE